# Arkadenhäuser

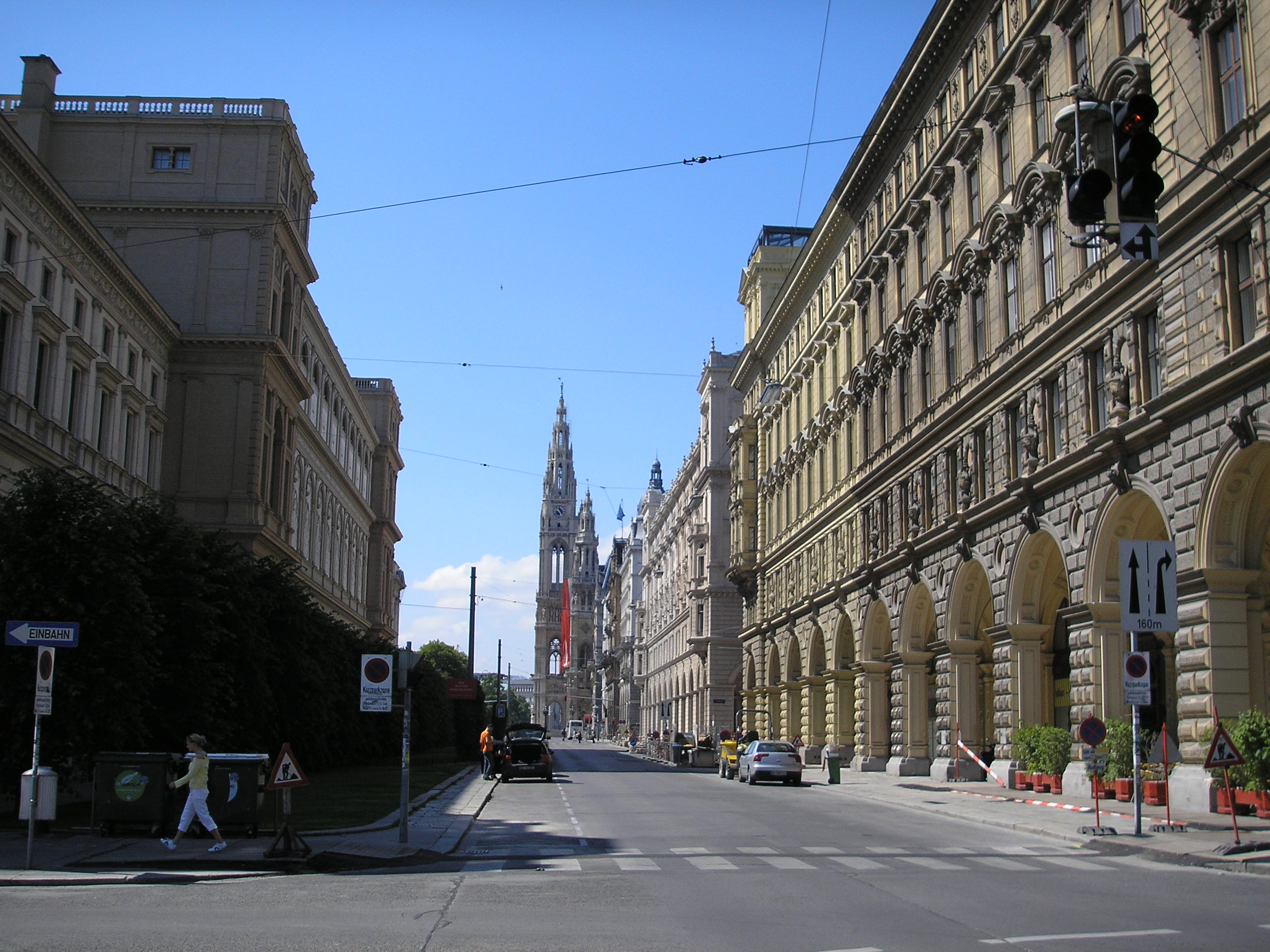
Reichsratsstraße hinter der Universität, Blick zum Rathaus: Häuserzeile mit Arkaden

Die Arkadenhäuser sind ein Ensemble um das Rathaus  an der Ringstraße im 1. Gemeindebezirk Innere Stadt. In der Gründerzeit erbaut, gehören sie zum UNESCO-Welterbe Historisches Zentrum von Wien. Ihre Arkaden nennt man auch die Rathauspassagen.

## Lage
Die Arkadenhäuser sind die Häuser am Rathausplatz beiderseits des Rathauses, zwischen Doblhoffgasse und Universitätsstraße, mit den Arkaden zu Rathausplatz und Reichsratsstraße hinter dem Parlament und der Universität, wie auch zu Lichtenfelsgasse und Felderstraße an den Rathausseiten und Friedrich-Schmidt-Platz dahinter (Zweierlinie). Die Seiten der Häuser liegen an Rathausstraße und Landesgerichtsstraße hinter dem Rathaus, und Stadiongasse, Bartensteingasse, Grillparzerstraße, Ebendorferstraße und Liebiggasse zwischen den Blöcken.

## Geschichte

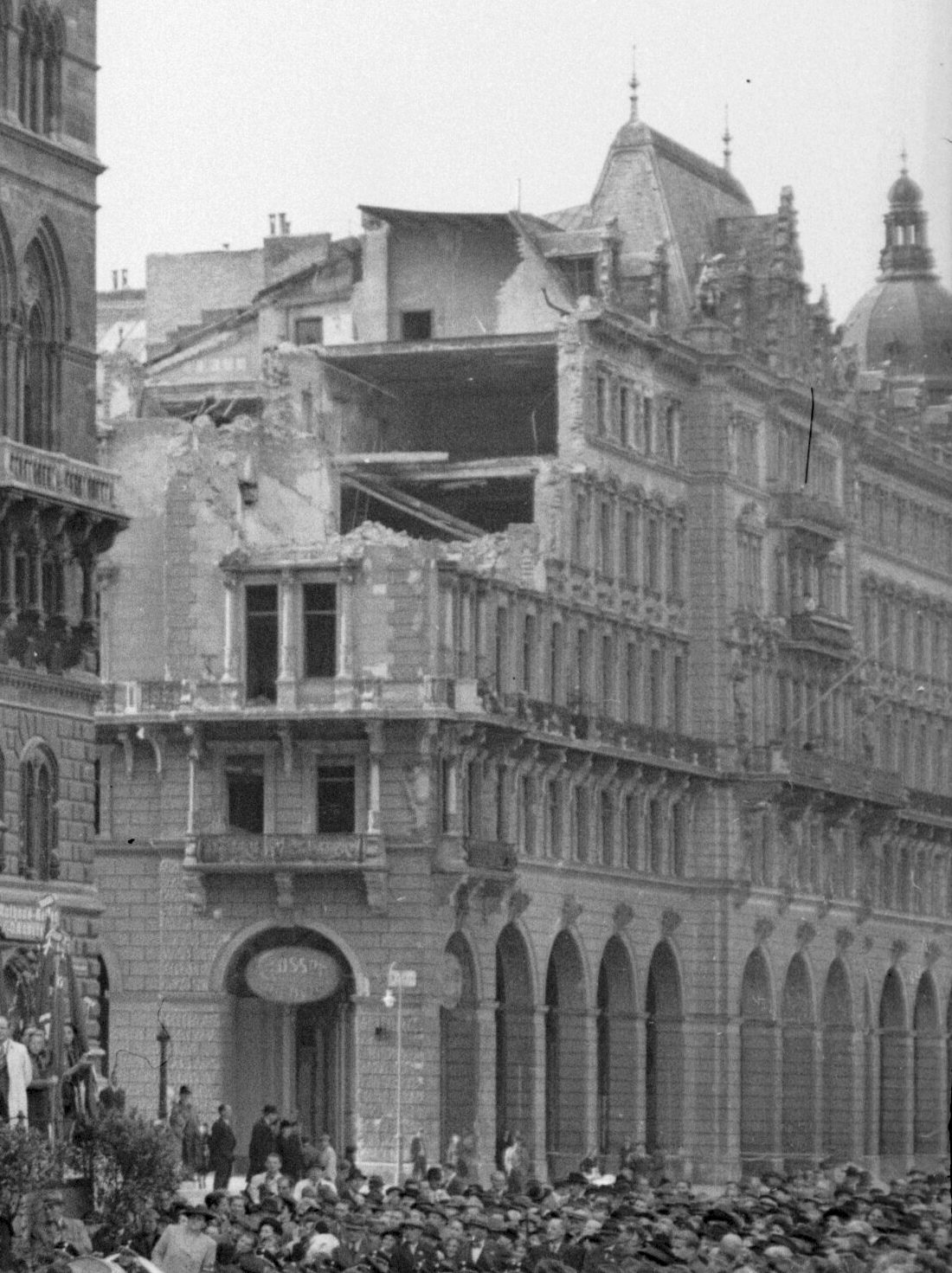
Ruine von Felderstraße 2 im Jahr 1948. Blick vom Rathausplatz

Zur Zeit des Rathausbaues 1872–1883, der im Raum der 1858–1865 geschleiften Stadtmauer neu errichtet wurde, wurde auch die direkte Umgebung konzipiert. Dabei bestimmte der Stadterweiterungsfonds, an welchen Fronten vor dem hohen Erdgeschoß und allfällig einem Mezzanin (Tiefparterre) entlang der Straßenzüge Arkadengänge anzufertigen seien. Von diesem Gestaltungselement haben die Häuser um das Rathaus den Namen Arkadenhäuser. Es handelte sich beim Rathausviertel um Wohnhäuser für Großbürger und Beamte, für die die Ringstraßenpalais zu kostspielig waren.
Das Konzept wurde von Franz Ritter von Neumann junior, einem Mitarbeiter des Rathausarchitekten Friedrich Schmidt, ausgeführt, und meist von der Union-Baugesellschaft errichtet, sodass ein homogenes Aussehen der Baugruppen gewährleistet war. Die einzelnen Häuser sind durchwegs Ringstraßen-Hauptstil mit nach Art der Renaissance ausgeführter, im Unterbereich rau gehaltenem Blockquader-Imitat (Rustizierung) und neobarockem Zierrat. Die Häuser Rathausplatz Nr. 2–4 und teilweise auch Nr. 7–9, das älteste dieser Häuser, haben altdeutsche (neogotische) Elemente. Das letzte der Häuser, Felderstraße Nr. 6–8, wurde erst 1913–1918 im Arkadenbereich neugotisch und im Eckturm schon mit Jugendstil-Elementen ausgeführt.
Das Haus Felderstraße Nr. 2 ging durch Kriegsschäden verloren und wurde in veränderter Gestalt wiederaufgebaut, seine Arkaden blieben jedoch erhalten. Die anderen Häuser sind original erhalten. In den Arkaden Felderstraße 6–8 (MA18, MOMA) steht auch der Wehrmann in Eisen.

## Die Arkadenhäuser
Die Arkadenhäuser sind (genannt sind nur die Adressen mit den Arkaden, chronologisch mit den ausführenden Architekten):

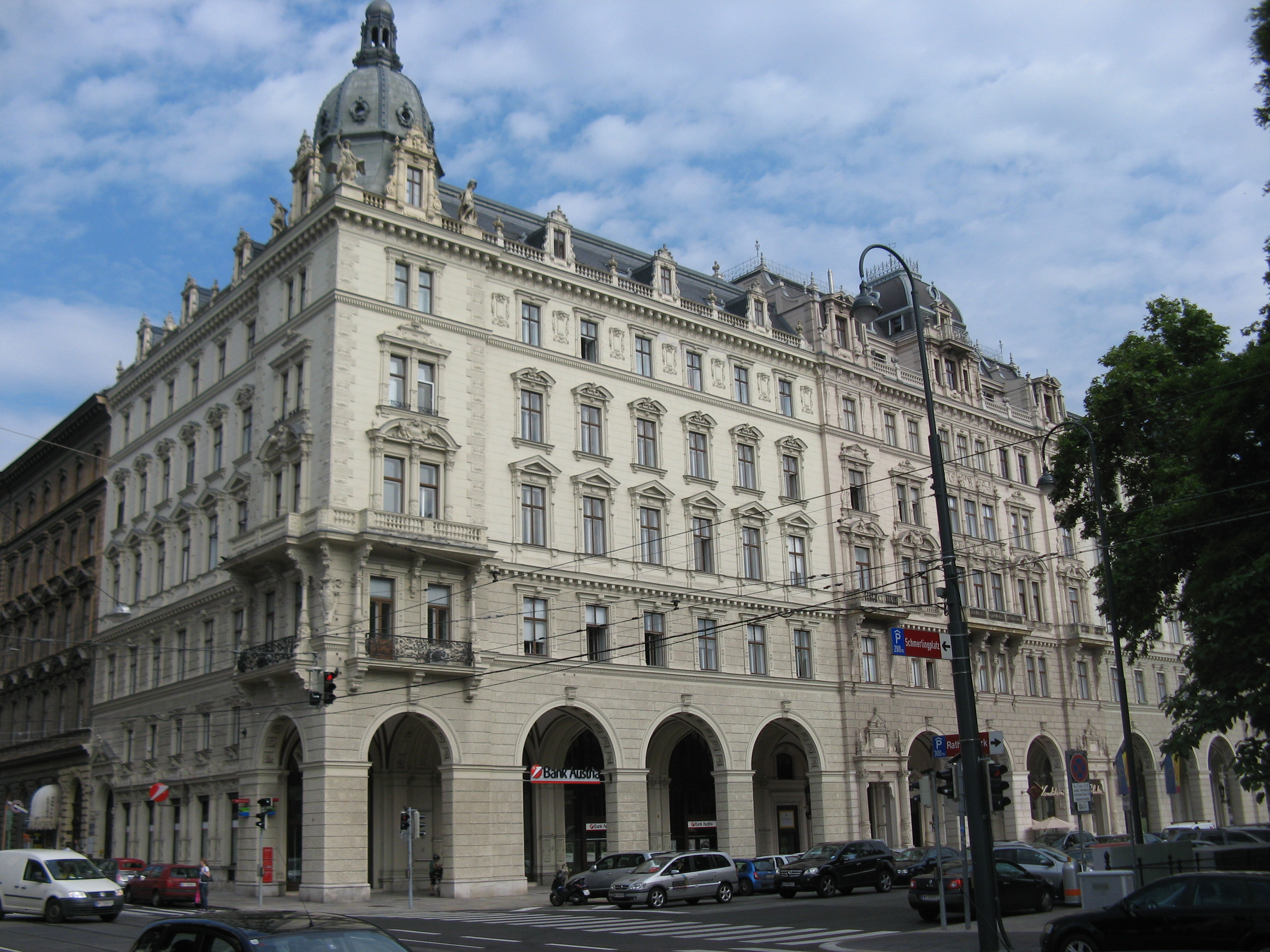
Rathausplatz 7–9 / Lichtenfelsgasse 1–3 Schmidt/Neumann, 1877–1878
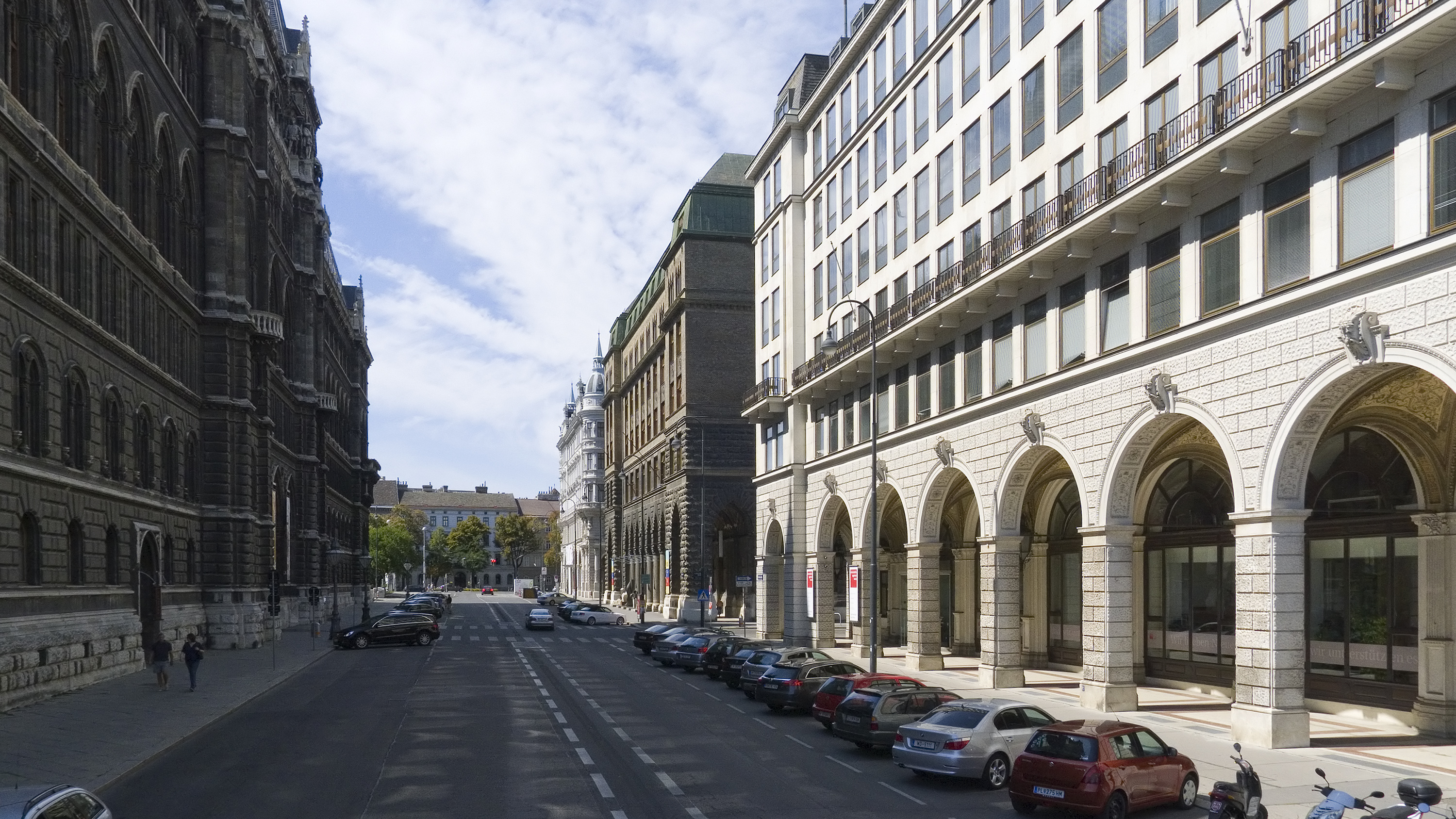
Rathausplatz 2 / Felderstraße 2–4 (Felderhaus) Neumann, 1880–1883; san. Boltenstern 1964
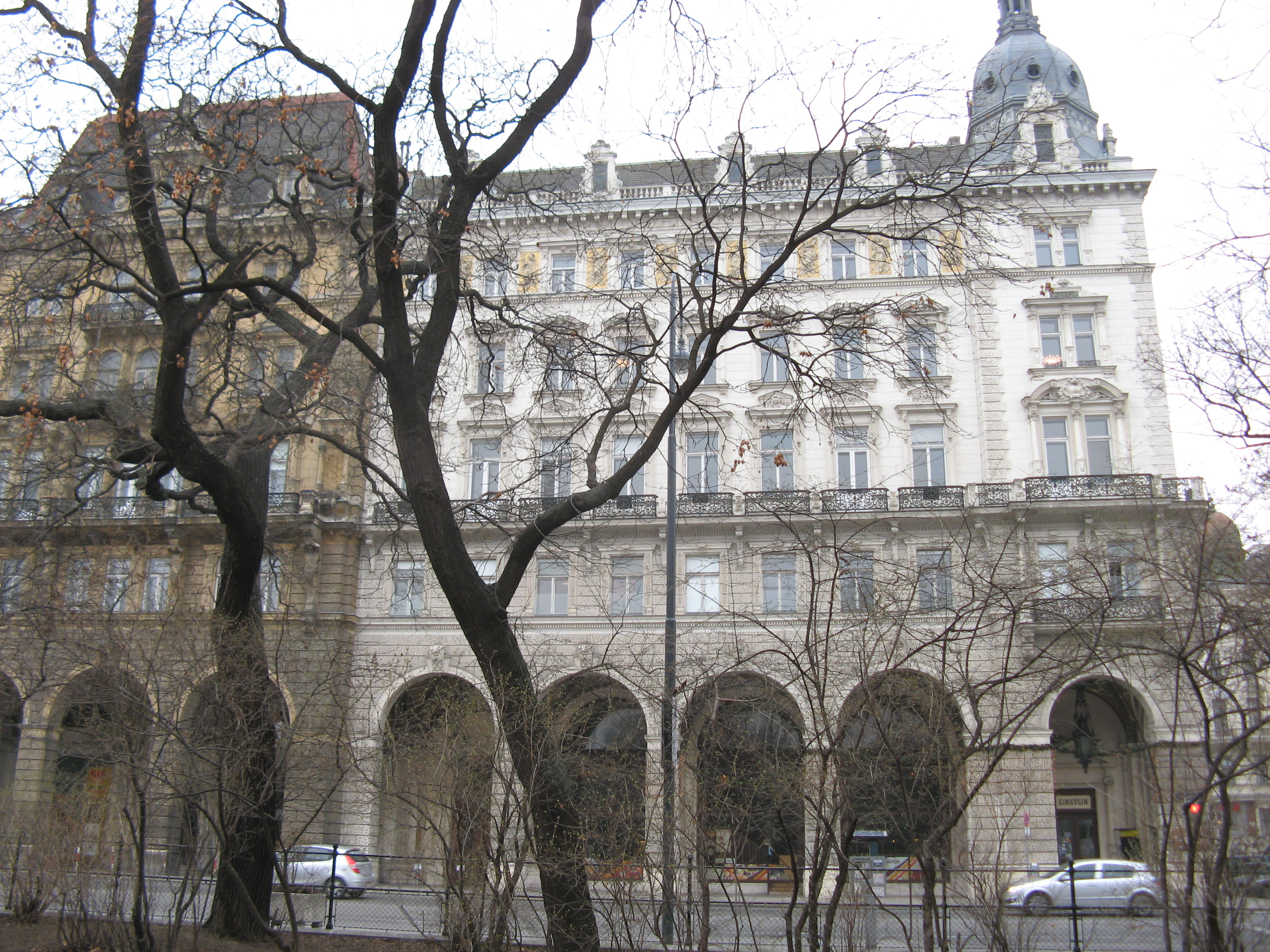
Rathausplatz 3, 4 Neumann, 1880–1883
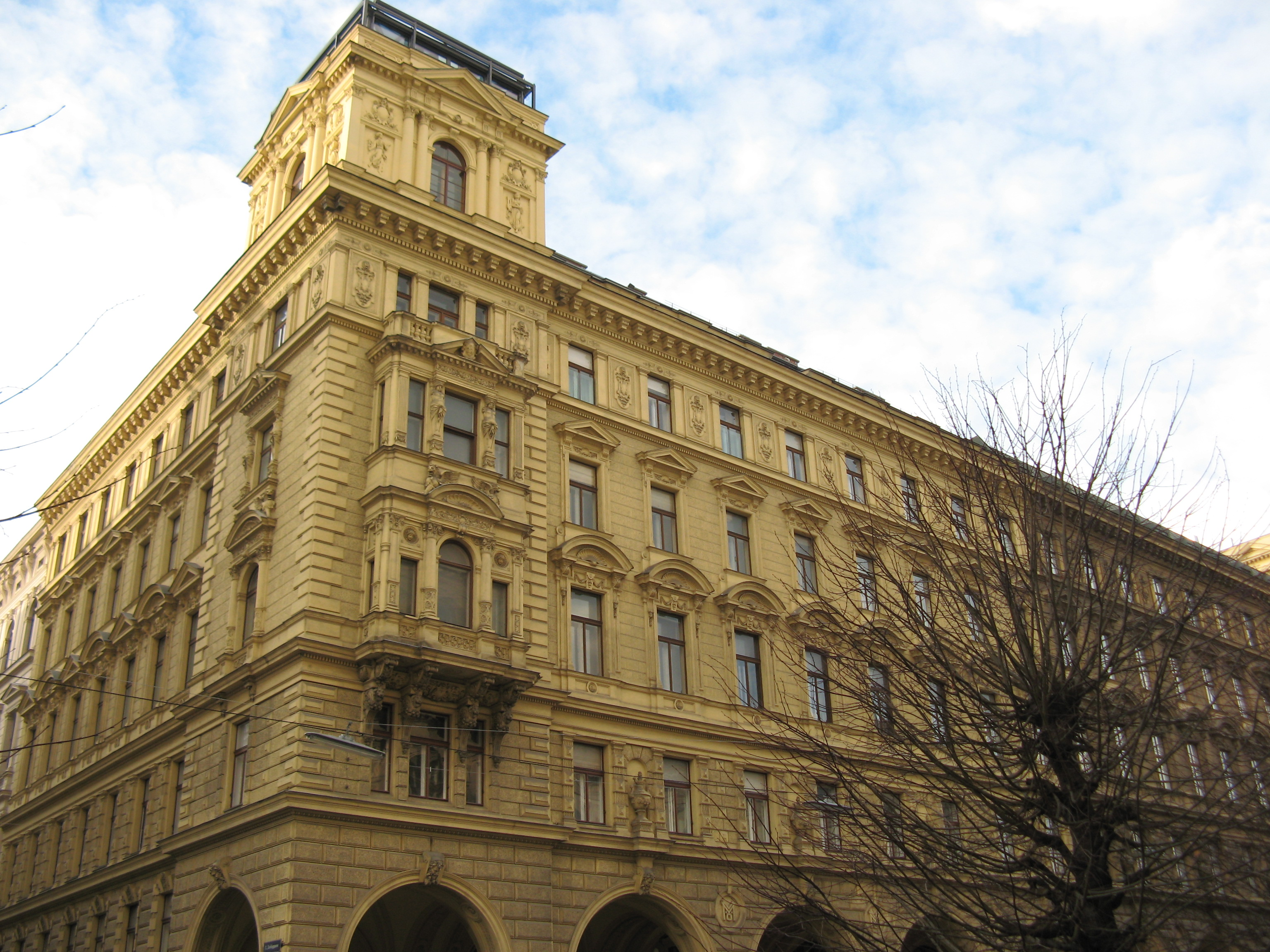
Reichsratsstraße 15–17 Tischler/Stiassny, 1881–1889
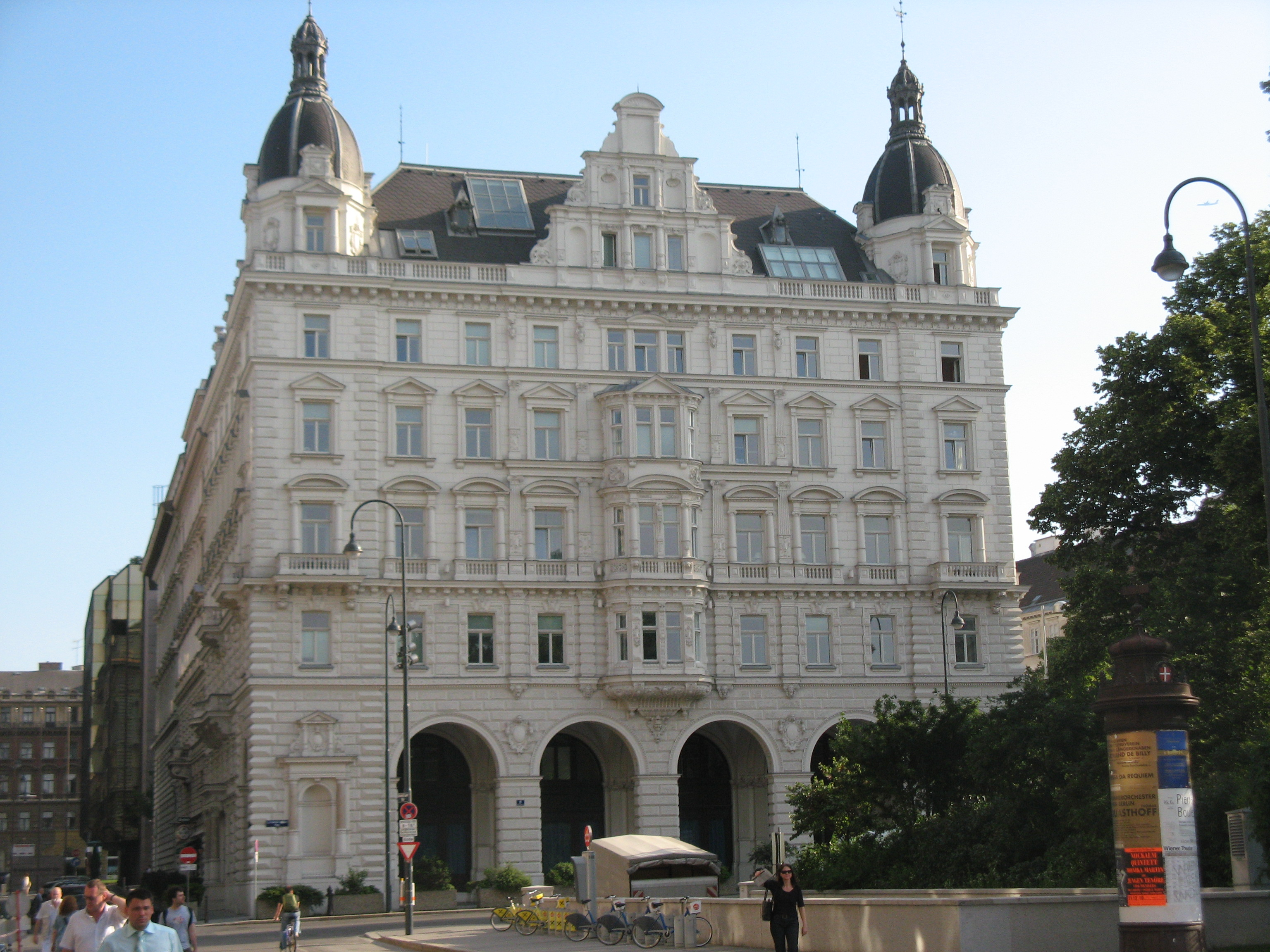
Friedrich-Schmidt-Platz 2 (Amerika-Haus) Milch/Hellin, 1882
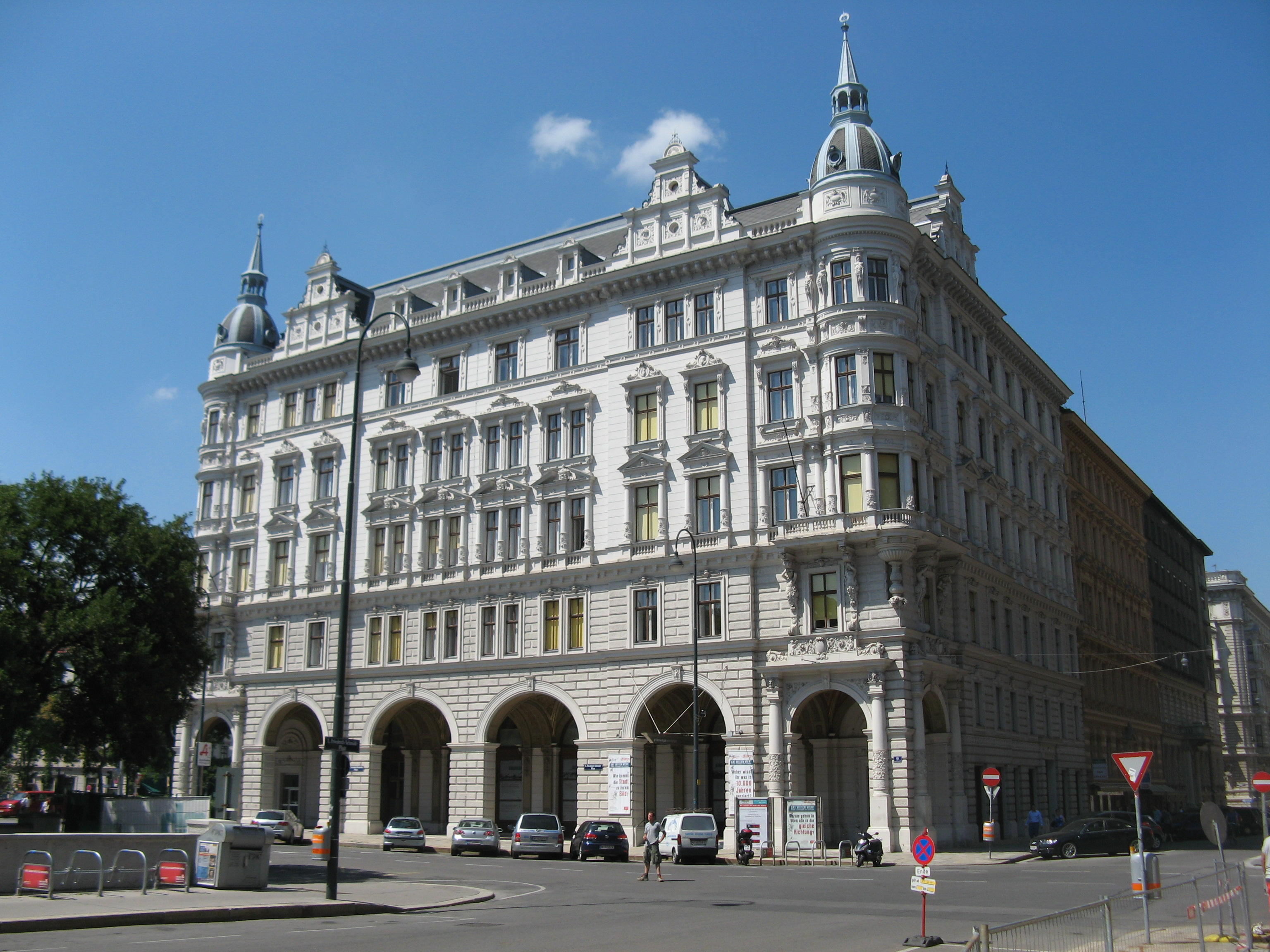
Friedrich-Schmidt-Platz 8–9 (Palais Obentraut) Boguslawski, 1882–1883
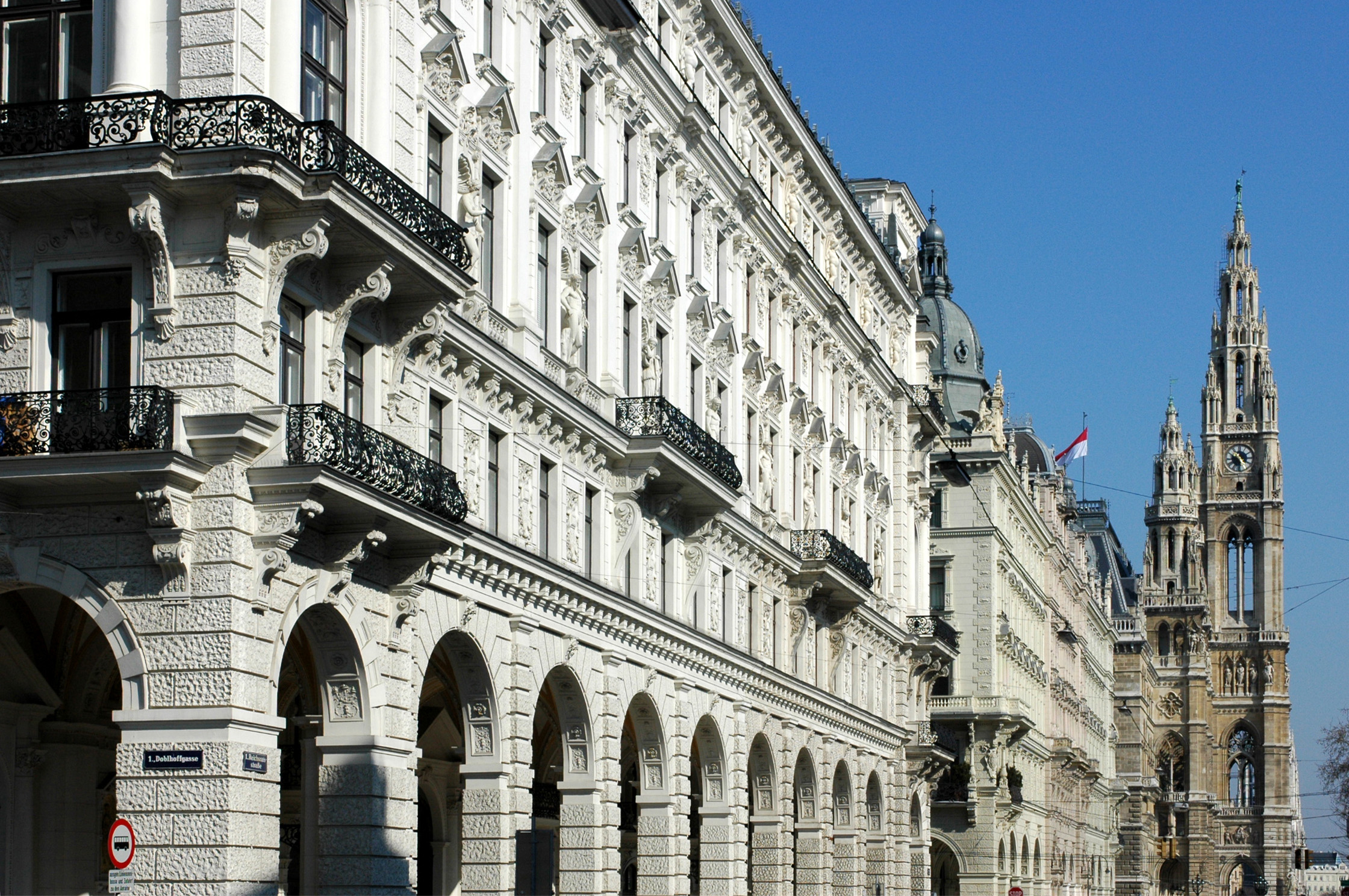
Reichsratsstraße 7–9 Neumann, 1883–1884
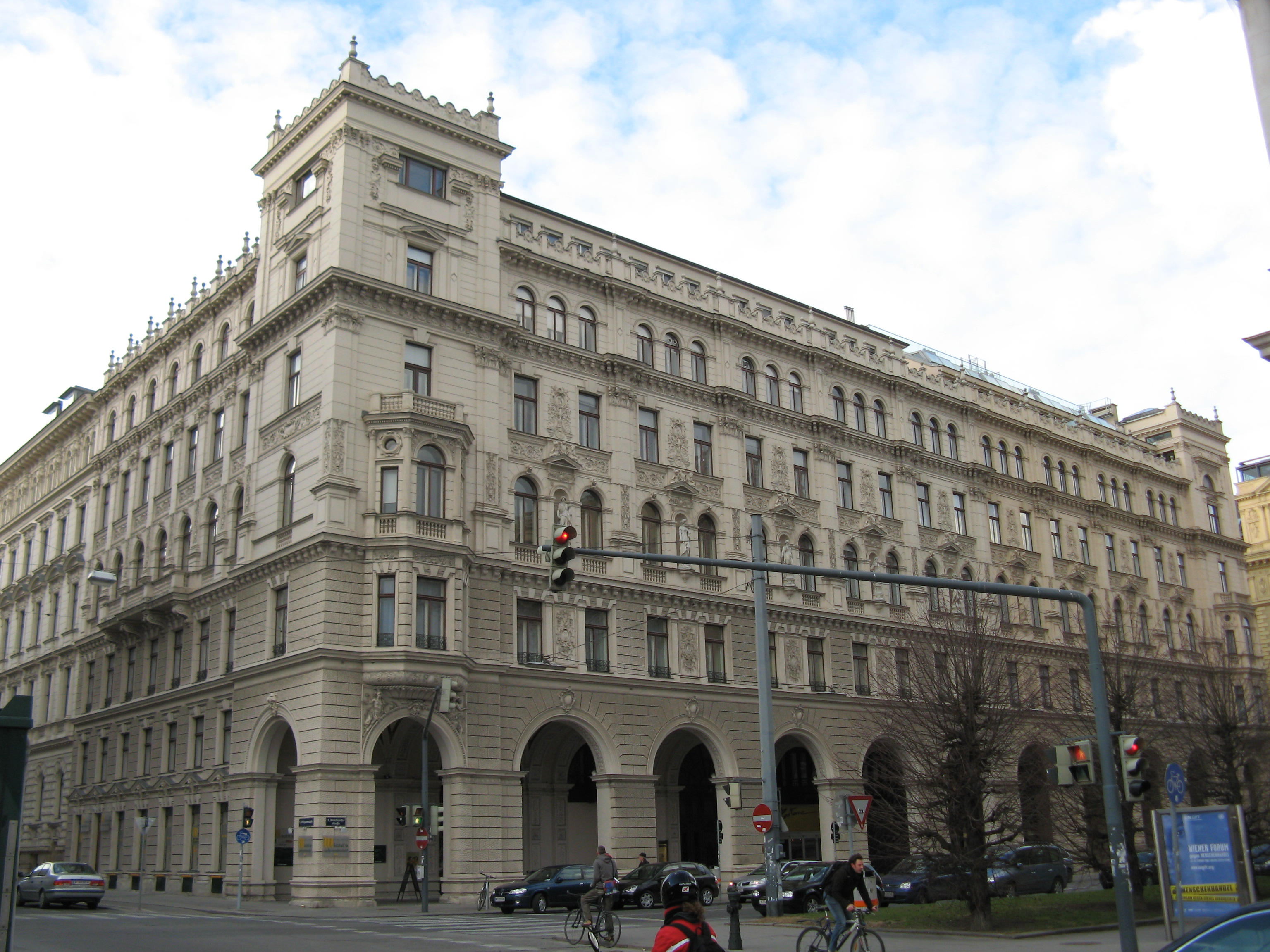
Reichsratsstraße 11–13 Förster/Milch, 1883–1887
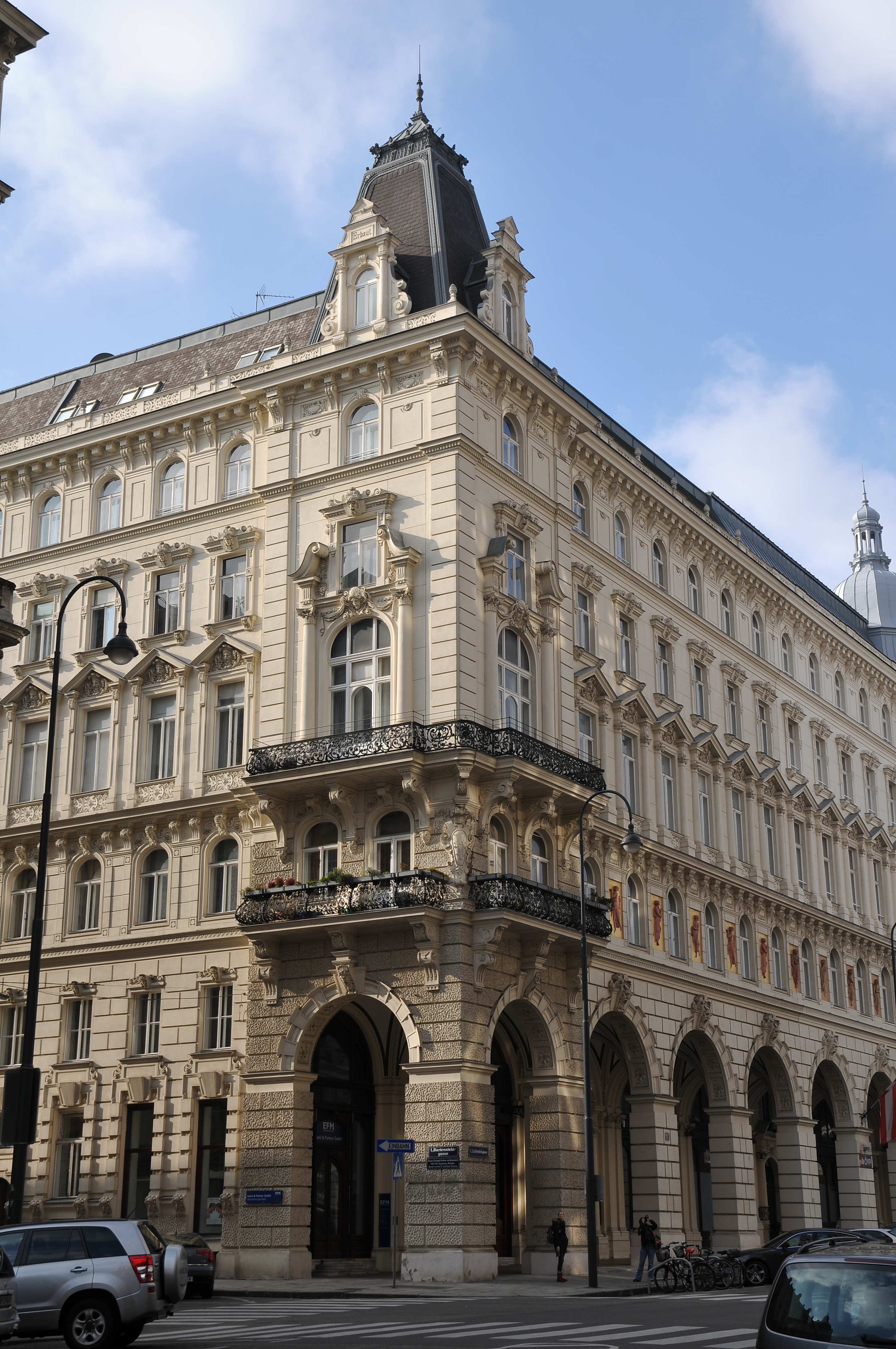
Lichtenfelsgasse 5–7 Neumann, 1883 / Stiassny, 1888
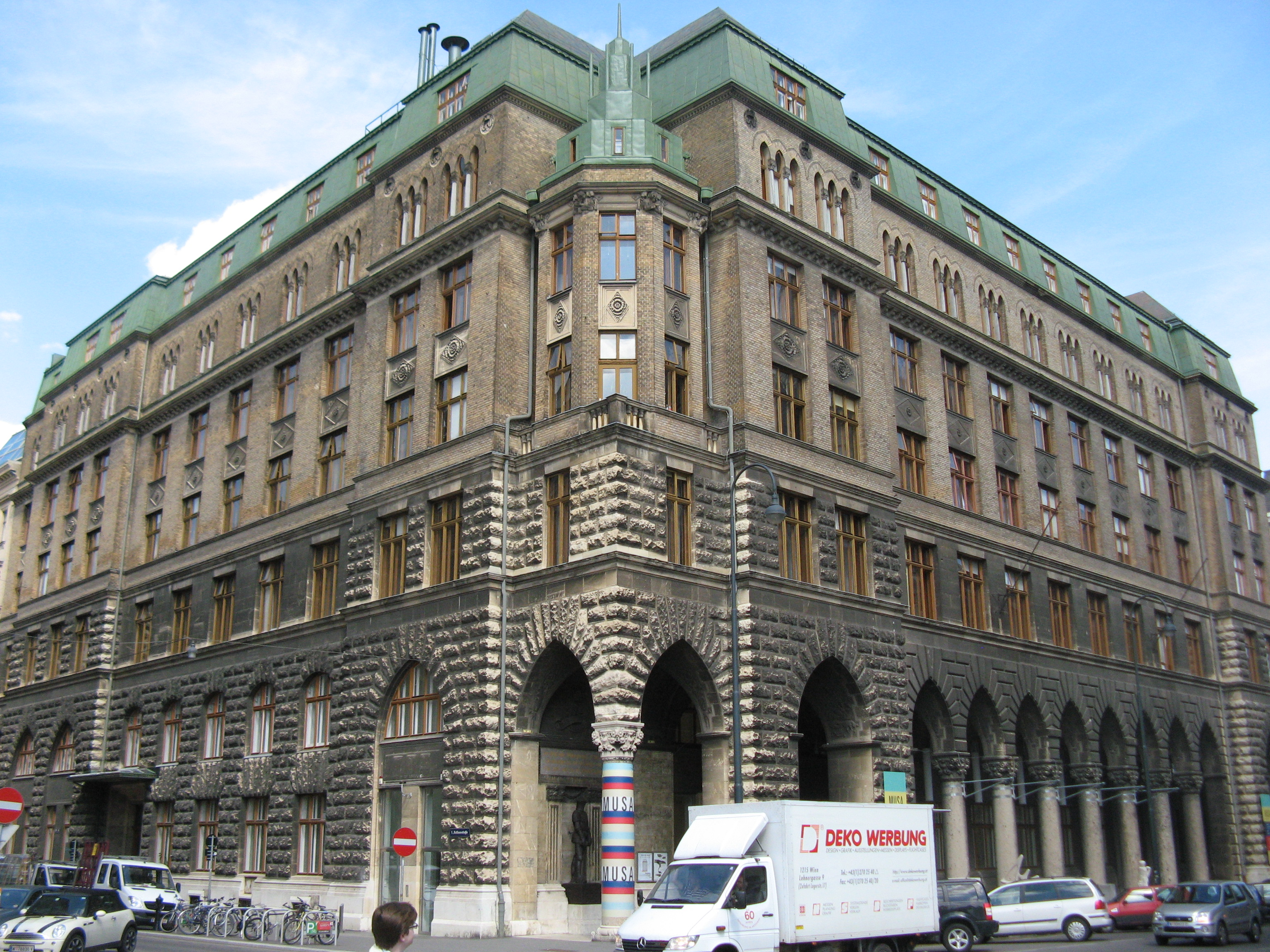
Felderstraße 6–8 (Stadtplanungshaus) Kirstein, 1913–1918